# Афанасьев, Леонид Митрофанович
Леонид Митрофанович Афанасьев (17 [29] апреля 1889, Николаев, Николаевское военное губернаторство — 30 октября 1971, Воронеж) русский и советский художник. Получил техническое образование, инженер-электромеханик, главный инженер «Трансэлектро». Художник-пейзажист, музейный работник. Заслуженный работник культуры РСФСР (1968).

## Биография
Родился  года в городе Николаев Херсонской губернии в дворянской семье. Отец — морской офицер, мать — из известной купеческой семьи. В 1907 году окончил классическую мужскую гимназию в Севастополе. Со школьных лет увлекался рисованием, которое гимназистам преподавал известный крымский художник Константин Георгиевич Кайсерли. В течение двух с лишним лет готовился к поступлению на архитектурное отделение Высшего художественного училища при Академии Художеств. В 1910 году принял участие в организации выставки молодых Севастопольских художников, где впервые выставил свои произведения. В тот же год принял решение получить техническое образование и поступил на электромеханическое отделение Санкт-Петербургского политехнического института Петра Великого. Не последнюю роль в этом выборе сыграло то обстоятельство, что в ППИ на всех факультетах одним из обязательных предметом являлось рисование, которое преподавали ведущие художники страны: А. Н. Бенуа, Е. Е. Лансере, В. А. Щуко. После успешного окончания вуза в 1916 году Л. М. Афанасьев вернулся в Севастополь и стал работать в Всеобщей компании электричества. Был назначен Главным инженером «Трансэлектро».
В 1918 году принял участие в создании «Общества художников Севастополя». В 1918 и 1919 годах был организатором и участником выставок Общества. Шесть лет с 1919 по 1925 годы занимался в студии Ю. И. Шпажинского. Исполнял обязанности казначея, секретаря и заместителя Председателя «Севастопольской ассоциации художников» (САХ) с 1924 по 1930 годы. Участвовал в организации и сам выставлял по 8-12 работ на пяти выставках САХ, проводимых в Крыму в эти годы. В 1929 году написал две картины: «Пожар Очакова» и «Революционные дни 1917 года в Севастополе» для организуемого Севастопольского музея Революции. Победил в конкурсе на архитектурно-художественное оформление площади вокруг памятника Ленину в Севастополе. Проект был реализован. В 1930-е годы вел преподавательскую работу в Севастопольских учебных заведениях: во ВТУЗе вел графические предметы, в техникуме Наркомата путей сообщения — архитектурное проектирование. Работал научным сотрудником в Севастопольской картинной галерее, одновременно — в Севастопольском отделении товарищества «Крымхудожник».
С конца 1939 года жил и работал в Воронеже. Старший научный сотрудник Воронежского музея изобразительных искусств, заместитель директора музея по научной работе. В 1941 году участвовал в эвакуации музейных ценностей в город Омск. После победы Л. М. Афанасьев восстанавливал экспозицию Воронежского областного музея изобразительных искусств. В нескольких Воронежских вузах (Воронежском государственном университете, Воронежском государственном педагогическом институте) преподавал рисование, живопись, историю искусства. В 1954, 1964 и 1969 году в Воронеже прошли персональные выставки Леонида Митрофановича Афанасьева.